# Edeka Südbayern
Die Edeka Südbayern (Eigenschreibweise EDEKA Südbayern) ist eine Regionalgesellschaft innerhalb des Edeka-Verbunds mit Sitz in der oberbayerischen Gemeinde Gaimersheim bei Ingolstadt. Sie ist ein genossenschaftlich strukturiertes Unternehmen mit einem Gesamtjahresumsatz von mehr als 4,69 Milliarden Euro im Jahr 2017. Einschließlich der selbstständigen Einzelhandelsbetriebe bietet der Unternehmensverbund Arbeitsplätze für insgesamt rund 25.000 Menschen, darunter etwa 1.400 Auszubildende. Das Gebiet der Gesellschaft erstreckt sich über den gesamten südbayerischen Raum und über Landkreise im Südosten von Baden-Württemberg.

## Unternehmensgeschichte

Zentrale (unten links) und Flagship-Store (oben rechts) in Gaimersheim

Vorgänger der heutigen EDEKA Südbayern war ein Zusammenschluss mehrerer Lebensmittel-Kaufleute zu Genossenschaften. So wurden am 21. Oktober 1902 die „Einkaufsgenossenschaft der Kolonialwarenhändler zu Trostberg eGmbH“ und am 12. Oktober 1919 der „Einkaufsverein der Kolonialwarenhändler Ingolstadt und Umgebung eGmbH“ gegründet. Nach Überwindung der Weltwirtschaftskrise, ausgelöst durch den schwarzen Freitag 1929, und der Zerstörung des ersten eigenen Lager- und Verwaltungsgebäudes durch einen Bombenangriff gegen Ende des Zweiten Weltkrieges 1945, begannen 1962 die Bauarbeiten eines Verwaltungs- und Lagergebäudes auf der grünen Wiese der Ingolstädter Straße in Gaimersheim, welches bis heute Sitz der EDEKA Südbayern Zentrale ist. 1972 wurde der erste firmeneigene Fleischwarenbetrieb gegründet, welcher heute durch die Südbayerischen Fleischwaren GmbH vertreten wird. Ab 1980 wurde mit weiteren Gesellschaften des südbayerischen Raumes fusioniert: 1981 mit der EDEKA Regensburg eG, 1990 mit der Edeka Handelsgesellschaft Oberbayern mbH und 1994 mit der Edeka Handelsgesellschaft Penzberg-Kempten mbH. 1996 wurde das Einkaufszentrum Westpark in Ingolstadt von Tochterunternehmen der EDEKA Südbayern eröffnet. 1997 wurde das in Gaimersheim ansässige Unternehmen der Backstube Wünsche erworben. Mit der Fusion der beiden Ursprungsgesellschaften aus Trostberg und Ingolstadt wurde 2003 die Edeka Handelsgesellschaft Südbayern mbH gegründet. 2005 wurde der Unternehmensverbund, durch die Aufnahme von rund 250 Spar-Märkten im Jahr 2005, erneut vergrößert. Nach der Teilübernahme der Kaiser’s-Tengelmann-Gruppe mit 172 Märkten, einem Lager in Eching sowie dem Birkenhof-Fleischwerk in Donauwörth im Jahr 2017 hat die heutige EDEKA Südbayern Handels Stiftung & Co. KG eine Verkaufsfläche von über 1 Million m².

## Einzelhandel

### Selbständige Unternehmer
Insgesamt ist die EDEKA Südbayern mit rund 1.350 EDEKA-Märkten in Südbayern vertreten. 994 davon sind Supermärkte, die von 743 selbstständigen Einzelhändlerinnen und Einzelhändlern geführt werden. Erkennbar sind diese meist an ihren Familiennamen im Firmenschild.

### Regiegeführter Einzelhandel
Die übrigen EDEKA-Märkte werden von vier Regiegesellschaften in Eigenregie betrieben: die Neukauf Südbayern GmbH, die EDEKA SB-Warenhausgesellschaft Südbayern mbH, die NK Westfilialen GmbH (bis November 2021: Marktkauf Südbayern GmbH) und die NK Südfilialen GmbH. In Letzterer werden die ehemaligen Kaiser’s Tengelmann Filialen organisiert.

### Flagship-Store
In Gaimersheim befindet sich seit 2016 das E-center, ein Flagship-Store mit sechs mit Cash Management ausgestattete und bediente Kassen, sowie drei Express-Self-Check-out-Terminals für bis zu zehn Artikel und zwei Selbstbedienkassen. Online-Einkäufe können in einer Abhol-Box hinterlegt werden. Mit einem innovativen Beleuchtungskonzept und Ladestationen für Elektroautos und EBikes werden künftige Ausstattungen von EDEKA-Märkten getestet.

### Markttypen

#### E center
Die E center der EDEKA Südbayern sind die großen SB-Warenhäuser mit über 30.000 verschiedenen Artikeln auf bis zu 3.000 m² Verkaufsfläche.

#### EDEKA
EDEKA, E aktiv Märkte und E Neukauf Märkte haben eine Verkaufsfläche zwischen 600 und 1.500 m².

#### EDEKA xpress
Mit einer Verkaufsfläche von unter 600 m² ist das xpress-Konzept speziell auf die städtische Nahversorgung in Ballungszentren ausgerichtet.

#### nah & gut
Um möglichst vielen Menschen eine wohnortnahe Versorgung bieten zu können, gerade auch in ländlichen Regionen, gibt es viele kleine Märkte, die unter der Bezeichnung nah & gut auftreten. Wie man dem Namen schon entnehmen kann, sind diese Märkte auf die Nahversorgung und auf den täglichen Bedarf ausgerichtet.

#### Marktkauf
Marktkauf stand für großflächige SB-Warenhäuser mit einer Verkaufsfläche von über 3.000 m². Ergänzend wurde das Sortiment an Non-Food-Artikeln wie Textilien, Elektrogeräte, Haushaltswaren oder Multimedia angeboten. Mit der Schließung des Marktes in Augsburg und Umflaggung auf E center wurde die Marke Marktkauf von der EDEKA Südbayern im November 2021 aufgegeben.

## Großhandel

### Logistik
Für die Belieferung sorgen im südbayerischen Raum fünf große Logistikzentren: Eching (Landkreis Freising), Gaimersheim, Landsberg am Lech, Straubing und Trostberg. Von hier aus gehen täglich die Bestellungen zu den EDEKA-Verkaufsstellen vor Ort. Seit 2013 wird in Landsberg/Lech ein Zentrallager betrieben, das die Logistik der Warenströme wesentlich erleichtert. Dieses Trockensortiments- und Frischelager ist nahezu vollautomatisiert. Das Lager Landsberg/Lech hat neben der Regionallagerfunktion auch die Zentrallagerfunktion für Trockensortimentsartikel. Diese werden im sogenannten Huckepackverfahren in die vier weiteren Regionalläger der EDEKA Südbayern überstellt.
| Standort    | Lagerfläche | Gründung | Anmerkung                     |
| ----------- | ----------- | -------- | ----------------------------- |
| Gaimersheim | 32.000 m²   | 1964     | Hauptsitz der Edeka Südbayern |
| Eching      | 31.000 m²   | 1974     | Bis 2017 Tengelmann           |
| Landsberg   | 61.600 m²   | 2013     |                               |
| Straubing   | 35.000 m²   | 1965     |                               |
| Trostberg   | 32.500 m²   | 1967     |                               |

### Cash & Carry
Der C+C Großmarkt ist ein Partner für Gastronomie und Großküchen. Die Union SB-Großmarkt Südbayern mbH vereint sowohl den Zustelldienst für gewerbliche Großkunden als auch 16 moderne C+C-Abholgroßmärkte unter ihrem Dach.

## Produktion

### Backstube Wünsche
Die Backstube Wünsche GmbH ist eine Tochtergesellschaft der EDEKA Südbayern Handels Stiftung & Co. KG. Sie ist mit insgesamt 270 Filialen sowie den drei Gastronomiestandorten „Sitt&Satt“, „Café Mokka“ und „Marktplatzl“ im südbayerischen Raum vertreten. Damit erwirtschaftete das Unternehmen 2017 nach eigenen Angaben einen Gesamtumsatz von 97,7 Mio. EUR. Bereits seit 2007 sind die Produktionsstandorte in Gaimersheim und Kolbermoor bei Rosenheim nach den Kriterien „geprüfte Qualität – Bayern“ zertifiziert und werden seit 2011 nach dem International Featured Standard Food (IFC Food) auditiert. 2017 wurde die Backstube Wünsche für ihre Bäckerqualität mit dem „Staatsehrenpreis des Freistaates Bayern“ ausgezeichnet und erhielt 2018 den „Bundesehrenpreis“ des Bundesministerium für Ernährung und Landwirtschaft für ihre Produktqualität.
- In Gaimersheim seit: 1999[16]

Produktionsfläche: 9.100 m²
- In Kolbermoor seit: 2009[16]

Produktionsfläche: 1.200 m²

### Südbayerische Fleischwaren
Die Südbayerischen Fleischwaren GmbH produziert als unternehmenseigener Betrieb der EDEKA Südbayern zahlreiche Fleischwaren und mehr als 250 Wurstsorten. Sie betreibt Werke in Donauwörth (Birkenhof), Ingolstadt, Obertraubling und Traunstein. Das Bundesministerium für Ernährung und Landwirtschaft (BMEL) hat die Südbayerischen Fleischwaren für die Qualität der Fleisch- und Wurstsorten im Juni 2018 zum sechsten Mal in Folge mit dem „Bundesehrenpreis“ ausgezeichnet.
- In Ingolstadt seit: 1995

Produktionsfläche: 8.300 m²
- In Traunstein seit: 1979

Produktionsfläche: 9.600 m²
- In Donauwörth seit: 1971

Produktionsfläche: 8.000 m²
- In Obertraubling seit: 1974

Produktionsfläche: 8.500 m²

## Kritik
Das Bundeskartellamt hat in den Jahren 2015 und 2016 wegen vertikaler Preisabsprachen beim Vertrieb von Bier-Produkten der Brauerei Anheuser Busch InBev Germany Holding GmbH Geldbußen in Höhe von insgesamt rund 112 Mio. Euro an zahlreiche Handelsunternehmen verhängt. Davon betroffen war auch die EDEKA Handelsgesellschaft Südbayern mbH, Gaimersheim.